# Клапач, Ян
Ян Клапач (чеш. Jan Klapáč, 27 февраля 1941, Прага, Протекторат Богемии и Моравии) — чехословацкий хоккеист, нападающий. Чемпион мира 1972 года, серебряный и бронзовый призёр зимних Олимпийских игр. Его внучкой является знаменитая чешская сноубордистка и горнолыжница Эстер Ледецкая.

## Биография
Ян Клапач начал свою хоккейную карьеру в 1958 году, в клубе второй чехословацкой лиги «Карловы-Вары». С 1960 по 1975 год выступал за команду «Дукла Йиглава». Семикратный чемпион Чехословакии.
С 1961 по 1973 год играл за сборную Чехословакии. В составе сборной выиграл золото чемпионата мира 1972, серебро Олимпийских игр 1968 и бронзу Олимпийских игр 1964.
6 мая 2010 года был принят в Зал славы чешского хоккея.

## Достижения

### Командные
- Чемпион мира 1972
- Серебряный призёр чемпионата мира 1965, 1966, 1968
- Бронзовый призёр чемпионата мира 1964, 1969, 1973
- Серебряный призёр Олимпийских игр 1968
- Бронзовый призёр Олимпийских игр 1964
- Чемпион Чехословакии 1967—72, 1974 (7 раз)
- Серебряный призёр чемпионата Чехословакии 1966, 1973
- Бронзовый призёр чемпионата Чехословакии 1962, 1964, 1975

### Личные
- Лучший бомбардир чемпионата Чехословакии 1965 (40 очков)
- Лучший снайпер чемпионата Чехословакии 1966 (41 гол)
- Член Зала славы чешского хоккея (с 06.05.2010 г.)

## Статистика
- Чемпионат Чехословакии — 524 игры, 354 шайбы
- Сборная Чехословакии — 110 игр, 56 шайб
- Всего за карьеру — 634 игры, 410 шайб

## Семья
Его брат Мирослав Клапач (род. 25.01.1947 г.) — бывший хоккеист, известный по выступлениям в чемпионате Чехословакии за команду «Пльзень».
Дочь Зузана замужем за Янеком Ледецким, знаменитым чешским музыкантом.
Внучка Эстер Ледецкая — двукратная чемпионка зимних Олимпийских игр 2018 года (в горных лыжах и сноуборде), олимпийская чемпионка 2022 года в сноуборде.